# Ostatnia Wieczerza w Karczmie Przeznaczonej do Rozbiórki
Ostatnia Wieczerza w Karczmie Przeznaczonej do Rozbiórki – polski zespół muzyczny wykonujący poezję śpiewaną.

## Historia
Zespół muzyczny „Ostatnia Wieczerza w Karczmie Przeznaczonej do Rozbiórki”  został założony w Gorlicach przez Bogusława Diducha, Wiesława Lewka, Jacka Pietruszę i Tadeusza Łuczejkę. Mirosław Czyżykiewicz dołączył tuż po jego założeniu.
W repertuarze grupy znajdują się piosenki poetyckie, turystyczne, kabaretowe oraz ballady.
Autorami tekstów piosenek są poeci:
Andrzej Grabowski, Henryk Cyganik, Adam Ziemianin, Andrzej i Krzysztof Torbus, Wiesław Kolarz, Franciszek Brataniec, Andrzej Pacuła, Krzysztof Gomoła, Joanna Babiarz i satyryk Andrzej Górszczyk.
Autorami muzyki są: Bogusław Diduch, Wiesław Lewek i Mirosław Czyżykiewicz, Henryk Mosna.
Zespół jest laureatem m.in. Spotkań Młodych Autorów i Kompozytorów w Myśliborzu oraz Ogólnopolskiego Przeglądu Piosenki Autorskiej – „Hybrydy”, „Olsztyńskich Spotkań Zamkowych”.
W październiku 2001 nakładem Polskiego Radia ukazał się album pt. Gitarą i piórem, na którym znalazł się utwór „Pali się fajka nocy” do którego słowa napisał Wiesław Kolarz, zaś muzykę Henryk Mosna.
29 stycznia 2009 r. w Gorlickim Centrum Kultury odbył się jubileuszowy koncert z okazji 30-lecia istnienia zespołu,
. W tym samym roku formacja otrzymała prestiżowe wyróżnienie „Most Starosty” przyznawane przez Starostwo Powiatowe w Gorlicach.

## Obecny skład zespołu
Bogusław Diduch –  gitara, wokal,
Wiesław Lewek – kompozytor, gitarzysta i wokalista,
Mirosław Bogoń – fortepian, instrumenty klawiszowe, akordeon,
Tomasz Kubala – gitara basowa,
Rafał Boniśniak – instrumenty perkusyjne, akordeon, klawiszowiec, samplery, reżyseria dźwięku.

## Wybrane występy
- Ogólnopolskie Spotkania Zamkowe Śpiewajmy Poezję (1981)
- Gorlickie Centrum Kultury (2009)
- VII Wrocławski Przegląd Kultury Studenckiej (2011)
- Międzynarodowa Galicyjska Jesień Literacka w Starym Sączu (2014)

## Nagrody i wyróżnienia
- II Nagroda Publiczności Olsztyńskich Spotkań Zamkowych „Śpiewajmy Poezję” w 1980r.,
- I Nagroda SMAK’83 w Myśliborzu,
- I Nagroda na Ogólnopolskim Przeglądzie Piosenki Autorskiej „OPPA’83” w Warszawie,
- II Nagroda na Ogólnopolskim Spotkaniu Młodych Autorów i Kompozytorów Piosenki SMAK’85 w Myśliborzu[2].
- „Most Starosty” (2009)

## Dyskografia
- „Na ostatniej stacyjce przed rajem”
- „Ballada niedokończona”
- „Ballada wracająca z drogi”
- „Powroty”  (2011)[3].